# Bayard, Novi Meksiko
Bayard je gradić u okrugu Grantu u američkoj saveznoj državi Novom Meksiku. Nalazi se blizu Santa Rite, istočno od Silver Cityja. Prema popisu 2010. u Bayardu je živjelo 2.534 stanovnika. Grad je inkorporiran 20. kolovoza 1938. godine.

## Zemljopis
Grad se nalazi na 32°45′34″N 108°8′3″W / 32.75944°N 108.13417°W (32.759569, -108.134035).  Prema Uredu SAD-a za popis stanovništva, površine je 2,3 km2. Smješten je u južnom podnožju Gilskog i Mogollonskog gorja, u jugozapadnom dijelu Novog Meksika, istočno od Kontinentske vododjelnice. Nalazi se na nadmorskoj visini od 1774 metra. Nacionalna šuma Gila nalazi se sjeverno. Južni dio Bayarda je polusuha pustinja u kojoj prevladavaju trave i juka.

## Pročitajte
- Fort Bayard (povijesni okrug)
- Fort Bayard (nacionalno groblje)

## Vanjske poveznice
- Službena stranica